# Elena Kratter
Elena Kratter (San Gallo, 5 luglio 1996) è un'atleta paralimpica svizzera, specializzata nel salto in lungo e nelle gare di velocità nella categoria T63.
Nel proprio palmarès internazionale vanta due bronzi paralimpici e due argenti europei nel salto in lungo e nei 100 metri piani.

## Biografia
Ha un sorella gemella. Lavora come ortopedico a Berna.

## Carriera
Nata a San Gallo, in Svizzera, subito dopo la nascita ha subito l'amputazione della gamba destra a causa di una malformazione.
Appassionata di sci alpino, ha inizialmente praticato lo sport equivalente per atleti paralimpici, rappresentando nel 2019 la Svizzera ai mondiali e classificandosi decima nello slalom. Tuttavia, durante la competizione, subisce un infortunio al ginocchio che la porta a dedicarsi all'atletica leggera paralimpica.
Nel 2021 partecipa così alle paraolimpiadi di Tokyo, conquistando una medaglia di bronzo con un salto di 5,01 m, precedendo l'australiana Vanessa Low (5,28 m) e l'italiana Martina Caironi (5,14 m). Nello stesso anno partecipa agli europei paralimpici, conquistando due medaglie d'argento (una nel salto in lungo e una nei 100 metri piani).

## Palmarès
- Giochi paralimpici

Tokyo 2020: bronzo nel salto in lungo.
Parigi 2024: bronzo nel salto in lungo.
- Mondiali paralimpici

Parigi 2023: argento nel salto in lungo.
- Europei paralimpici

Bydgoszcz 2021: argento nel salto in lungo e nei 100 m piani.